# Pengorbitan-2
O Pengorbitan-2, também denominado de RX-420 Plus ou RX-520, é um projeto em desenvolvimento de um foguete indonésio que será constituído por cinco estágios com a capacidade de colocar uma carga útil de 50 kg em órbita terrestre baixa. Seu primeiro lançamento está previsto para ocorrer em 2014.
Na fase de planejamento são o RX-420 com vários reforços de configuração personalizável com 520 milímetros planejado como RX-520. O RX-520 está previsto para ser capaz de lançar 100 kg de carga útil em órbita. Este grande foguete se destina a ser alimentada por líquido de alta pressão. Peróxido de hidrogênio e vários hidrocarbonetos estão sob avaliação. A adição de aceleradores RX-420 para o RX-520 é calculado para aumentar a capacidade de levantamento de 500 kg de carga útil, embora seja muito caro, já comprovado nos foguetes russos Soyuz e Energia provavelmente será empregado.
O RX-520 consiste em um RX-420 com dois aceleradores RX-420 no primeiro estágio, um RX-420 no segundo estágio, um RX-420 no terceiro estágio e, como um lançador de carga útil, um RX-320 no quarto estágio.
Em 11 de novembro de 2010, o porta-voz da LAPAN disse que o foguete RX-550 passaria por um teste estático em dezembro deste ano e um teste de voo em 2012. O foguete será composto de quatro estágios, fará parte de um foguete RPS-01 para colocar um satélite em órbita.